# Willisen

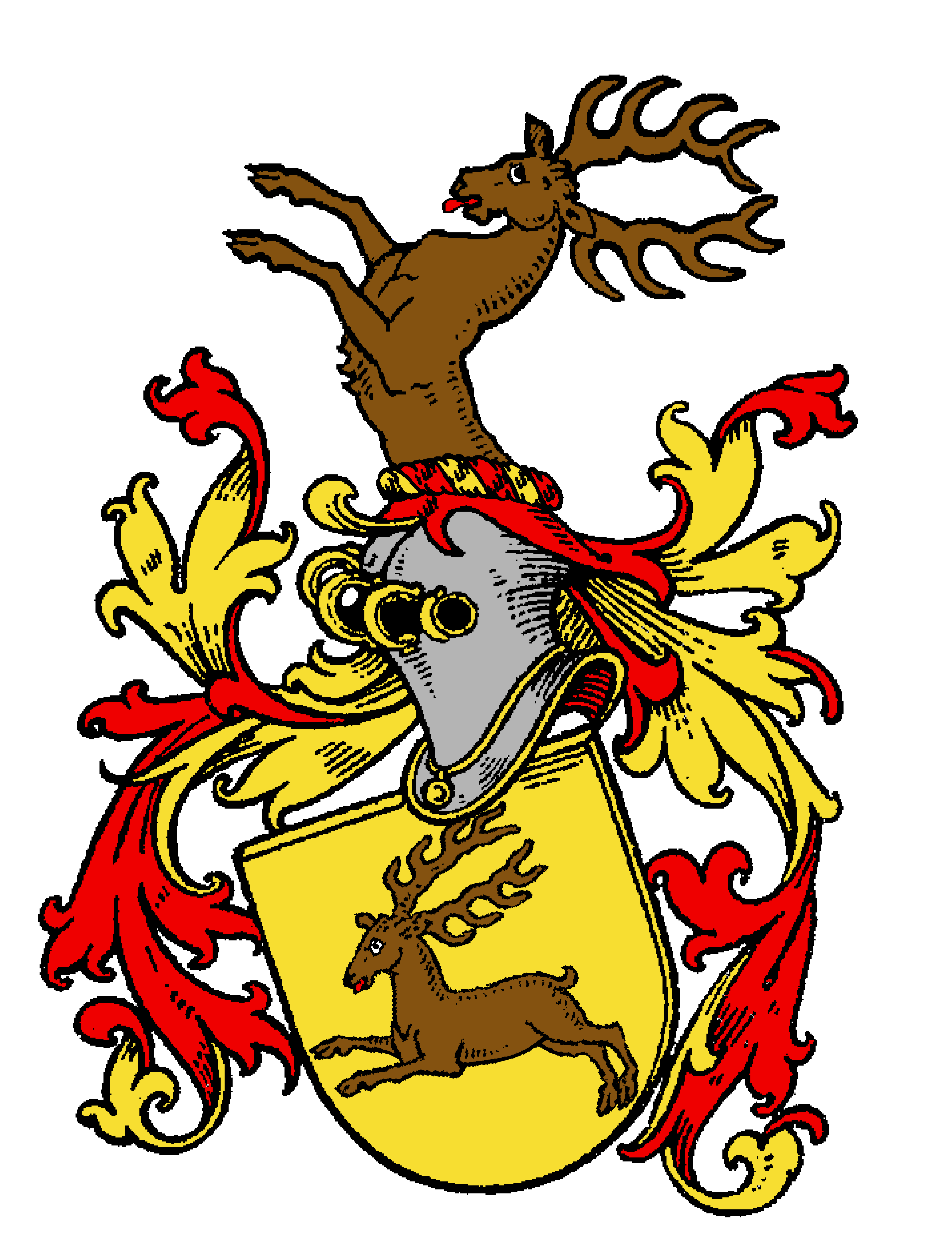
Stammwappen derer von Willisen

Willisen ist der Name eines deutschen Adelsgeschlechtes.

## Ursprünge
Das Geschlecht stammt aus der Wetterau. Die Stammreihe beginnt mit Johann Will, Stadtschreiber zu Windecken bei Hanau. 1702 erfolgt die Aufnahme in den Reichsadels- und Ritterstand mit Edler von Willisen für den herzoglich-sachsen-naumburgischen Wirklichen Geheimen Rat Emanuel Willius (1656–1728). Die sachsen-zeitzische Adelsanerkennung erfolgte am 28. Oktober 1702 für denselben.
Die preußische Genehmigung zur Führung des Freiherrentitels erfolgte mit Allerhöchster Kabinettsordre vom 10. Januar 1863 für Friedrich Adolf von Willisen und dessen Nachkommen sowie mit Allerhöchster Kabinettsordre vom 29. April 1866 auch für dessen ältere Brüder Carl Friedrich Ferdinand (1788–1873) und Karl Wilhelm und deren Nachkommen.

## Wappen

### Blasonierung des ursprünglichen Wappens
1702: Der Wappenschild in Gold, darauf ein springender natürlicher Hirsch; auf dem Helm mit rot-goldenen Helmdecken: der Hirsch wachsend.

### Blasonierung des freiherrlichen Wappens
1863 bzw. 1866: Wappenschild ist geviertelt. Das erste und vierte Viertel in Rot, zeigen einen einwärts gekehrten aufgerichteten goldenen Fuchs, der in den Vorderläufen eine mit dem Sägeblatt einwärts gekehrte aufgerichtete silberne Säge mit goldenem Griff hält. Das zweite und dritte Viertel in Gold, zeigen einen einwärts gekehrten springenden natürlichen zehnendigen Hirsch. Das Wappen ist gekrönt mit zwei Helmen; auf dem rechten Helm mit rot-goldenen Decken: der Fuchs mit der Säge wachsend, auf dem linken Helm der Hirsch wachsend.

## Bekannte Familienmitglieder
- Achim von Willisen (1900–1983), Oberlandesforstmeister, Widerstandskämpfer
- Emanuel von WWillissen (* 25. Dez. 1665, † 4. Sept. 1738), Gesandter für verschiedene sächsische Fürstentümer am Reichstag in Regensburg, als Mitarbeiter des sächsischen Gesandten Anton Schott.[1]
- Friedrich Adolf von Willisen (1798–1864), preußischer General der Kavallerie, Oberstallmeister und Diplomat
- Friedrich Wilhelm von Willisen d. Ä. († 13. April 1875), Rittmeister und Eskadron-Chef beim Ulanen-Regiment „Kaiser Alexander II. von Rußland“ (1. Brandenburgisches) Nr. 3. 
Er verunglückte bei einem Ausritt in der Nähe des Eisenbahnübergangs im Königsgestell (Eisenbahnbrücke nach Berkenbrück) durch einen Sturz mit dem Pferde tödlich.
- Friedrich Wilhelm von Willisen (1876–1933), preußischer Offizier, Präsident des Deutschen Schutzbundes, Vorstand der Fliegerschule
- Hans-Karl von Willisen (1906–1966), Pionier der Funkmesstechnik, Entwickler des deutschen Radarsystems
- Hans von Willisen (1837–1905), preußischer Generalleutnant, Mitglied des preußischen Abgeordnetenhauses
- Karl von Willisen (General, 1788) (1788–1873), preußischer Generalleutnant
- Karl von Willisen (General, 1819) (1819–1886), preußischer General der Kavallerie
- Karl von Willisen (General, 1858) (1858–1937), preußischer Generalleutnant
- Karl Wilhelm von Willisen (1790–1879), preußischer Generalleutnant und Militärschriftsteller